# Reserva de la biosfera Lacan-Tun
La Reserva de la Biósfera Lacan-Tun es un área natural protegida localizada en el municipio de Ocosingo, Chiapas en México. Comprende una extensión de 61,873 hectáreas y fue declarada como Área Natural Protegida en el Diario Oficial de la Federación del 21 de agosto de 1992, e incorporada al Sistema Nacional de Áreas Naturales Protegidas de México el 5 de marzo de 1999.

## Ecosistemas
Se pueden encontrar diversos ecosistemas, como selvas tropicales, humedales y zonas de montaña; está diversidad de hábitats contribuye a la riqueza biológica en la biosfera.

### Selvas Tropicales
Vegetación: Dominadas por árboles altos, lianas, epífitas y una rica capa de sotobosque. Las especies de árboles incluyen maderas preciosas como la caoba y el sapote.
Biodiversidad: Alberga una gran variedad de especies animales, incluyendo mamíferos como jaguares, pumas, monos aulladores y una gran cantidad de aves, reptiles y anfibios.
Estructura: Presenta un estratificado verticalmente con diferentes capas: emergentes, dosel, sotobosque y suelo.

### Humedales
Características: Incluyen pantanos, ciénegas y lagunas que son cruciales para la biodiversidad acuática.
Función ecológica: Actúan como filtros naturales para el agua, regulan el ciclo del agua y proporcionan hábitats para muchas especies de aves migratorias y residentes.
Flora y fauna: Alberga plantas acuáticas como juncos y lirios, así como ranas, peces y muchas aves acuáticas.

### Zonas Montañosas
Altitud: Las áreas montañosas presentan variaciones en altitud que crean microclimas únicos.
Vegetación: La vegetación cambia con la altitud; a mayor elevación se pueden encontrar bosques de pinos o encinos.
Biodiversidad: Estas áreas suelen tener especies endémicas adaptadas a las condiciones más frías y secas.

### Bosques Secos
Características: En ciertas áreas se pueden encontrar bosques secos tropicales que presentan una vegetación menos densa.
Adaptaciones: Las plantas han desarrollado adaptaciones para sobrevivir en condiciones más secas, como hojas pequeñas o estructuras suculentas.

### Ecosistemas Acuáticos
Ríos y arroyos: La biosfera está atravesada por cuerpos de agua que son vitales para el ecosistema local.
Biodiversidad acuática: Estos ecosistemas albergan diversas especies de peces, invertebrados acuáticos y plantas acuáticas.

### Micro ecosistemas
Diversidad de hábitats: Dentro de los ecosistemas más grandes existen microecosistemas que pueden variar significativamente en términos de humedad, luz y temperatura.
Interacción entre especies: Estos microecosistemas permiten interacciones complejas entre diferentes especies que pueden ser cruciales para la salud general del ecosistema.

### Interacción Humana
Comunidades locales: Las comunidades indígenas tienen un profundo conocimiento sobre estos ecosistemas y utilizan recursos de manera sostenible.
Conservación: La gestión sostenible es fundamental para preservar estos ecosistemas frente a amenazas como la deforestación y el cambio climático.

### Amenazas a los Ecosistemas
Aunque la biosfera es un área protegida, enfrenta amenazas como la deforestación ilegal, la agricultura intensiva y el cambio climático, que pueden afectar la salud de sus ecosistemas.

## Extensión
Esta área abarca aproximadamente 1000 kilómetros cuadrados, esto lo convierte en una de las reservas más grandes de la región a la que pertenece.
La ubicación geográfica: Se sitúan entre las coordenadas 18°30'N y 19°00'N de latitud y 88°30'W y 89°00W de longitud. 
Relieve variado: La región presenta un relieve que incluye llanuras, colinas y áreas montañosas, lo que contribuye a la diversidad de microclimas y ecosistemas.
Elevación: Las altitudes pueden variar desde el nivel del mar hasta aproximadamente 400 metros sobre el nivel del mar en las zonas más altas.

## Clima
El clima es tropical húmedo y tiene una alta pluviosidad, este favorece el crecimiento de diversas especies vegetales.  Sus temperaturas son cálidas en todo el año con u promedio que oscila entre los 20 °C y 28 °C; todas estas temperaturas suelen ser frescas en las zonas montañosas, especialmente en la altitud. 
Esta región recibe una palta pluviosidad, con un promedio anual que puede superar los 2,000 mm, Las temporadas de lluvias generalmente se extiende de mayo a octubre, ya que en julio y agosto suelen ser los meses más lluviosos. 
El clima tropical que hay en la biosfera, hace que los bosques tropicales tengan una rica biodiversidad, ya que proporciona las condiciones adecuadas para el crecimiento de una amplia variedad de plantas y hábitats para animales. 

## Biodiversidad
De acuerdo al Sistema Nacional de Información sobre Biodiversidad de la Comisión Nacional para el Conocimiento y Uso de la Biodiversidad (CONABIO) en la Reserva de la Biosfera Lacan-Tun habitan más de 490 especies de plantas y animales de las cuales 74 se encuentra dentro de alguna categoría de riesgo de la Norma Oficial Mexicana NOM-059  y 10 son exóticas.

## Flora y Fauna
```
Selvas Tropicales:
```

Árboles: Predominan especies como el chicozapote (Manilkara Zapota), la ceiba (Ceiba pentandra) y la caoba (Swietenia macrophylla). Estos árboles son fundamentales para el ecosistema, proporcionado hábitats y alimento a muchas especies.
```
Plantas Epífitas:
```

Orquídeas: Hay una variedad de orquídeas que crecen sobre otros árboles, contribuyendo a la biodiversidad.
Bromelias: Estas plantas también son comunes y ofrecen refugio a insectos y otros organismos.
```
Vegetación Acuático:
```

En los cenotes y humedales, se encuentran juncos, lirios y otras plantas acuáticas que son esenciales para la filtración del agua y el hábitat de especies acuáticas.

```
Mamíferos:
```

Tapir (Tapirus bairdii), Nutria de río (Lontra longicaudis), Jaguar (Panthera onca), Ocelote (Leopardus pardalis), Tigrillo (Leopardus wiedii), Mono araña (Ateles geoffroyi).
```
Aves:
```

Guacamaya roja (Ara macao), Águila harpía (Harpia harpyja), Tucán (Ramphastos sulfuratus), tucán (Pteroglossus torquatus subsp.erythrozonus).
```
Reptiles:
```

Cocodrilo americano (Crocodylus acutus), Cocodrilo de pantano (Crocodylus moreletii)
```
Anfibios:
```

Diversas especies de ranas y sapos, que son indicadores de la salud del ecosistema debido a su sensibilidad a los cambios ambientales.
Importancia Ecológica: La Biosfera Lacan-Tun no solo es crucial para la conservación de estas especies, sino que también actúa como un regulador del clima local, contribuye a la calidad del agua y es un espacio vital para investigaciones científicas y actividades educativas sobre conservación.

## Conservación de la Biosfera
Reserva de la Biosfera: Lacan-Tún fue designada como Reserva de la Biosfera en 2002. Esta categoría de protección implica regulaciones estrictas para el uso del suelo y la conservación de los recursos naturales.
Protección de la Biodiversidad: Uno de los principales objetivos es preservar las especies nativas, incluyendo aquellas en peligro de extinción.
Manejo Sostenible: Fomentar prácticas sostenibles que permitan a las comunidades locales obtener recursos sin comprometer los ecosistemas.
Planes de Manejo: Se han desarrollado planes específicos para el manejo sostenible de los recursos, que incluyen monitoreo de especies y hábitats.
Involucramiento Local: Las comunidades cercanas son fundamentales en los esfuerzos de conservación. Se promueve la participación activa en proyectos que buscan equilibrar el desarrollo económico con la protección ambiental.
Educación Ambiental: Se implementan programas educativos para sensibilizar a la población sobre la importancia de conservar la biosfera y sus recursos
Zonificación: La reserva se divide en diferentes zonas con niveles variados de protección; algunas áreas están destinadas a la conservación estricta, mientras que otras permiten usos sostenibles.
Control sobre Actividades Humanas: Se limitan actividades como la tala, minería y construcción en ciertas áreas para minimizar el impacto ambiental.

## Investigación Científica
- Monitoreo Ecológico: Implementación de protocolos de monitoreo para seguir cambios en poblaciones de especies y condiciones del hábitat.
- Investigación Participativa: Involucra a comunidades locales en la recolección de datos, lo que no solo aumenta el conocimiento, sino que también fomenta la educación ambiental.

- Ecología y Biología: Estudio de las relaciones entre organismos y su entorno.
- Antropología: Investigación sobre las interacciones entre comunidades humanas y el medio ambiente, así como prácticas culturales relacionadas con la naturaleza.

```
 Los resultados de las investigaciones se documentan en revistas científicas, contribuyendo al conocimiento global sobre conservación y manejo sostenible.                                                       Se generan informes técnicos que ayudan a guiar políticas públicas y estrategias de conservación.                                                                                                                                 Las investigaciones no solo buscan comprender el medio ambiente, sino también desarrollar soluciones prácticas para problemas como la deforestación, la pérdida de hábitats y el manejo sostenible de recursos.
```

## Colaboración Interinstitucionales
- Universidades y Centros de Investigación: Se establecen alianzas con instituciones académicas locales e internacionales para llevar a cabo investigaciones científicas, compartir conocimientos y recursos.
- Organizaciones No Gubernamentales (ONG): Colaboración con ONG que trabajan en conservación, educación ambiental y desarrollo sostenible, aportando experiencia y financiamiento.

- Investigación Multidisciplinaria: Los proyectos suelen ser multidisciplinarios, combinando ecología, biología, antropología y sociología para abordar problemas complejos desde diferentes ángulos.
- Iniciativas de Conservación: Desarrollo de programas específicos para la conservación de especies amenazadas, restauración de hábitats y manejo sostenible de recursos naturales.

- Difusión de Resultados: Compartir hallazgos a través de publicaciones conjuntas, conferencias y simposios, lo que enriquece el conocimiento colectivo sobre la biodiversidad de la región.

- Financiamiento Conjunto: Las alianzas permiten acceder a fondos nacionales e internacionales para financiar investigaciones y proyectos de conservación.
- Infraestructura: Compartición de laboratorios, equipos técnicos y otros recursos necesarios para llevar a cabo investigaciones efectivas.

## Redes de Colaboración
- Creación de Redes: Establecimiento de redes entre diferentes instituciones que facilitan el intercambio continuo de información, experiencias y mejores prácticas en conservación.
- Colaboraciones Internacionales: Participación en redes globales que abordan temas como el cambio climático, la pérdida de biodiversidad y estrategias sostenibles.

## Políticas Públicas
- Asesoramiento en Políticas: Las colaboraciones permiten influir en la formulación de políticas públicas relacionadas con la conservación y uso sostenible del medio ambiente.
- Desarrollo Sostenible: Trabajo conjunto en iniciativas que promueven un desarrollo económico que respete los ecosistemas locales.

## Universidades que han investigado la Biosfera
La Biosfera Lacan-Tún ha sido objeto de interés para varias universidades e instituciones académicas, tanto nacionales como internacionales, que han llevado a cabo investigaciones sobre su biodiversidad, ecología y conservación. Algunas de las universidades que han trabajado o investigado en esta área son:
```
Universidades Nacionales: 
```

Universidad Autónoma de Yucatán (UADY): Ha realizado investigaciones sobre la biodiversidad y los ecosistemas de la región, así como proyectos de conservación en colaboración con otras instituciones.
Universidad de Ciencias y Artes de Chiapas (UNICACH): Ha participado en estudios sobre la flora y fauna del área, así como en iniciativas de conservación.
Universidad Nacional Autónoma de México (UNAM): A través de sus diferentes facultades, ha llevado a cabo investigaciones sobre el impacto ambiental y la biodiversidad en la Biosfera Lacan-Tún.
```
Universidades Internacionales: 
```

Universidad de Florida (UF): Investigadores de esta universidad han colaborado en estudios relacionados con la ecología tropical y la conservación en la región.
Universidad de Harvard: Algunos proyectos han incluido estudios sobre la biodiversidad y el impacto del cambio climático en los ecosistemas de Lacan-Tún.
Universidad de California, Berkeley: Ha participado en investigaciones sobre la ecología y el manejo sostenible de recursos naturales en áreas protegidas como Lacan-Tún.

## Otro tipo de instituciones
- Centro de Investigación Científica de Yucatán (CICY): Aunque no es una universidad, ha estado involucrado en múltiples proyectos científicos relacionados con la biodiversidad y conservación en la región.
- Instituto Nacional de Ecología y Cambio Climático (INECC): Esta institución también ha trabajado en estudios relacionados con el medio ambiente y las políticas públicas para la conservación.